# Antonio Doria
Pour les autres membres de la famille, voir Famille Doria.
Antonio Doria ou Aithone Doria né à Gênes, vers 1300 et mort à Crécy-en-Ponthieu, le 26 août 1346, était l'un des chefs des Gibelins de Gênes, qui fut créé amiral de France en 1339.

## Biographie
Antonio Doria était l'un des chefs des Gibelins de Gênes, tandis que Charles Grimaldi était du parti des Guelfes. Philippe VI de Valois avait pris en 1338 à son service 20 galères armées par les Gibelins de Gênes et 20 autres armées par les Guelfes de Monaco.
Antonio Doria commandait les 40 galères. Il est appelé Aithon Doria dans l'Histoire générale de la Maison de France du père Anselme.
Antonio Doria fut créé amiral de France en 1339. Il mourut à la Bataille de Crécy en 1346.